# Xã Saline, Quận Cooper, Missouri
Xã Saline (tiếng Anh: Saline Township) là một xã thuộc quận Cooper, tiểu bang Missouri, Hoa Kỳ. Năm 2010, dân số của xã này là 840 người.